# Museo d'arte moderna (Rio de Janeiro)
Il Museo d'arte moderna di Rio de Janeiro (Museu de Arte Moderna do Rio de Janeiro, MAM) è un museo situato nella parte nordorientale del Parco di Flamengo, a Rio de Janeiro.

## Architettura
Il Parco di Flamengo è stato un progetto di pianificazione urbana sulla costa di Rio sotto la direzione di Roberto Burle Marx (1909-1994) negli anni cinquanta e sessanta del XX secolo. L'edificio è stato progettato dall'architetto Affonso Eduardo Reidy (1909-1964), i giardini, punto di riferimento del museo, sono stati progettati da Burle Marx.
L'edificio è una delle prime realizzazioni di architettura brutalista brasiliana, realizzato in cemento armato e mattoni a vista, si distacca da terra, sostenuto da una struttura imponente, distribuita in modo regolare. La struttura si estende per una lunghezza di 130 metri e 26 di larghezza, composta da 14 pilastri esterni obliqui per lato, disposti a intervalli di 10 metri. Il piano terra è aperto e consente il passaggio dai giardini alla zona delimitata dal mare. L'accesso al piano delle esposizioni è consentito da una scala a spirale in cemento.

## Storia
La fondazione del Museo d'Arte Moderna di San Paolo, avvenuta nel 1947, ha preceduto quella di Rio de Janeiro, costituito il 3 maggio 1948 come «società civile senza scopo di lucro».
Nel 1949 si è tenuta la prima esposizione, dedicata alla Pittura europea contemporanea, presso la sede del Banco Boavista; dal 1952 al 1957 il museo è stato provvisoriamente ospitato presso Palazzo Gustavo Capanema, sede del Ministero della Cultura.
Nel dicembre 1952 il Consiglio comunale di Rio ha approvato la proposta di donare all'ente 40000 m² di terreno.
I lavori sono iniziati nel dicembre 1954. Un primo trasferimento, nell'ala scolastica, è avvenuto nel gennaio 1958 ed è stato utilizzato come spazio espositivo sino al 30 ottobre 1967, quando è stata completata l'ala espositiva.
Il museo ha ospitato numerosi eventi delle avanguardie artistiche degli anni Sessanta, dai Nuovi realisti ai Neoconcretisti; ha ospitato le mostre Opinião 65, Opinião 66, Nova Objetividade (1967) e il Salão da Bússola (1969).
Nella mostra Nova Objetividade Hélio Oiticica ha presentato la sua opera Tropicália, il cui nome ha ispirato il Movimento Tropicalista.
Inoltre, il museo ha offerto diversi corsi che hanno influenzato l'insegnamento del design.
Nel 1978 il MAM di Rio ha organizzato la mostra temporanea Geometria sensível, dedicata all'«universalismo costruttivo» latinoameriano, teorizzato dall'artista uruguaiano Joaquín Torres García, del quale erano ospitate 80 opere.
Nelle prime ore dell'8 luglio 1978 l'edificio del museo bruciò completamente e 73 opere di Torres García andarono perse. Da allora il Museo Torres García di Montevideo espone le riproduzioni fotografiche delle sue opere distrutte.
In meno di 40 minuti andarono irrimediabilmente perse circa mille opere, tra le quali due dipinti di Pablo Picasso (Retrato de Dora Maar e Cabeza de Mujer), due dipinti di Joan Miró, Salvador Dalí (Huevo al plato sin el plato), Van Gogh, Max Ernst, Henri Matisse, René Magritte, Paul Klee; tra i brasiliani capolavori di Candido Portinari, Di Cavalcanti, Manabu Mabe, Ivan Serpa e quasi tutta la biblioteca, che prima dell'incendio era formata da circa 9.000 volumi. Alla fine si sono salvate solo 50 opere e la cineteca.
Dopo ampi lavori di ristrutturazione l'ala espositiva ha riaperto nel 1982.
Nel 1993 il collezionista Gilberto Chateaubriand ha ceduto in comodato al MAM di Rio la sua raccolta d'arte moderna e contemporanea, all'epoca formata da circa 4.000 opere.
Nel 1999, con il titolo Picasso: anos de guerra, 1937-1945, ha ospitato 153 opere di Picasso provenienti dal Museo Picasso di Parigi, che è stato visto da 134.640 visitatori.

A fine 2006 è stato inaugurato il Teatro MAM, già progettato da Reidy, su nuovo progetto per gli spazi interni dell'architetto Luís Antônio Rangel e realizzato come sala per conerti.
Nel 2014 ha presentato la personale dell'artista australiano Ron Mueck, con 9 sculture iperrealiste, che ha avuto oltre 300 000 visitatori, record del museo.

A seguito della crisi finanziaria che da tempo colpiva il museo, nel 2019 è stato venduto il dipinto Number 16 (1950) di Jackson Pollock per 13 milioni di dollari, tramite la casa d'aste Phillips di New York. L'opera era l'unica di Pollock nella collezione del museo ed era stata donata nel 1952 da Nelson Rockefeller.
Nel 2024 ha ospitato il 19º vertice del G20 presieduto da Luiz Inácio Lula da Silva.

## Collezione
Il MAM di Rio possiede una delle più importanti collezioni di arte moderna e contemporanea dell'America Latina e si è formata da tre collezioni di diversa origine:
- la collezione propria del museo − rifatta, attraverso donazioni come la collezione Esther Emílio Carlos, opere donate da Ferreira Gullar, da governi stranieri (un Pierre Soulages donato dalla presidenza francese) e artisti e acquisizioni effettuate sotto forma di sponsorizzazioni, in particolare da Petrobrás e White Martins − che riunisce importanti opere di artisti nazionali ma si distingue per ospitare importanti opere internazionali, come le sculture di Brancusi, Alberto Giacometti, Hans Arp, Henry Moore e le tele di Robert Motherwell, Torres-Garcia, Carlo Carrà, Lucio Fontana;
- la collezione Gilberto Chateaubriand, la più grande e completa collezione di arte brasiliana moderna e contemporanea, prestata al museo;[27][28]
- la collezione Joaquim Paiva, dedicata esclusivamente alla fotografia di diverse generazioni e nazionalità, prestata al museo.[29]

## Cineteca
Sin dalla fondazione del MAM, nel 1948, i suoi mecenati hanno manifestato l'interesse a costituire un archivio cinematografico. L'iniziativa ha avuto successo grazie all'impegno di Raymundo Ottoni de Castro Maya, anche appassionato di cinema, e ha preso forma nel 1951, quando la direttrice Niomar Muniz Sodré ha aperto il Dipartimento cinema del museo, con l'obiettivo di formare un archivio e la realizzazione di una sala di proiezione. Il critico cinematografico Antônio Moniz Vianna è stato nominato direttore del nuovo dipartimento, mentre il giovane giornalista Ruy Pereira da Silva è stato incaricato di sviluppare il settore. Pereira da Silva ha contattato la Cinémathèque française e la Cineteca del MoMA, con lo scopo di ottenere copie dei film da proiettare.
Il 7 luglio 1955 si è tenuta la sessione inaugurale del Dipartimento cinema presso l'auditorium dell'Associazione della stampa brasiliana (ABI) con il titolo "Cicli dell'arte" che consisteva in documentari sull'arte, come il famoso Van Gogh di Alain Resnais. Il successivo festival "Dieci anni di film d'arte" si è tenuto presso l'auditorium Mesbla. Questo carattere un po' itinerante ha caratterizzato i primi anni del Dipartimento cinema. Nel corso del primo decennio di attività il Dipartimento ha promosso cicli di proiezioni di classici del cinema, retrospettive e persino anteprime, diventando un'iniziativa culturale riconosciuta a Rio de Janeiro.
Nel gennaio 1958 il Dipartimento cinema del museo è stato accorpato con il Centro di cultura cinematografica e ribattezzato Cineteca, trasferendo la sua collezione nella sede principale del MAM.
In quel primo periodo si sono formate le prime raccolte di film, libri, riviste e hanno luogo i festival cinematografici, la cui prima edizione è stata la "Storia del cinema americano" del 1958. Negli anni successivi si sono svolte rassegne dedicate al cinema francese (1959), italiano (1960), britannico (1961), russo e sovietico.
Le proiezioni sono proseguite presso l'ABI sino al 1963 e alla Maison de France sino alla fine del 1964, quando sono iniziate nell'auditorium al terzo piano del MAM.
Nello stesso anno, Cosme Alves Netto è stato nominato curatore e direttore della Cineteca, carica che manterrà fino al 1996, anno della sua scomparsa.
Durante gli anni della dittatura militare brasiliana (1964-1985), la Cineteca venne considerata uno spazio di resistenza, programmando e proiettando opere censurate dal governo, film stranieri che non avevano circolazione nel circuito cinematografico nazionale e opere sperimentali (Júlio Bressane, Rogério Sganzerla). Diversi importanti registi brasiliani hanno tenuto laboratori, corsi o seminari promossi dalla Cineteca.
A partire dal 1965 ha avuto inizio la collaborazione con Tecnisom che permetteva le riprese e il montaggio di decine di cortometraggi.
Dopo i lavori di ristrutturazione del museo nel 1987 è stata inaugurata la sala di proiezione della Cineteca con la capacità di 186 posti, dal 1996 ribattezzata Sala Cosme Alves Netto.
Tra le iniziative, il progetto "Il ritorno del figliol prodigo", un'iniziativa per la ricerca di pellicole nazionali considerate perdute sul territorio brasiliano e ritrovate negli archivi di tutto il mondo; tra i titoli più significativi ritrovati: Cidade do Rio de Janeiro e Florões de uma raça di Alberto Botelho, No Paiz das Amazonas, Terra Encantada e Amazonas, o maior rio do mundo di Silvino Santos.
La Cineteca MAM di Rio de Janeiro è affiliata alla Federazione internazionale degli archivi filmografici (FIAF) ed è considerata uno degli archivi cinematografici più importanti dell'America Latina.
Dall'inizio del 2020 la raccolta di film e documentari dell'istituto ha cominciato a essere gradualmente trasferita in un nuovo centro di conservazione in Rua do Senado, nel quartiere di Lapa.
Nello stesso anno Hernani Heffner, ricercatore che per anni ha ricoperto l'incarico di capo conservatore dell'archivio cinematografico, è stato nominato direttore della Cineteca.